# Palaemonetes cummingi
Palaemonetes cummingi é uma espécie de crustáceo da família Palaemonidae.
É endémica dos Estados Unidos da América.